# Hybomitra turanica
Hybomitra turanica är en tvåvingeart som först beskrevs av Olsufjev 1937.  Hybomitra turanica ingår i släktet Hybomitra och familjen bromsar. Inga underarter finns listade i Catalogue of Life.